# Monterrein
Monterrein (en bretó Mousterrin) és un municipi francès, situat a la regió de Bretanya, al departament d'Ar Mor-Bihan. L'any 2006 tenia 352 habitants. Limita al nord amb Ploërmel, a l'oest amb La Chapelle-Caro i al sud i est amb Caro.

## Demografia
| 1962                                       | 1968 | 1975 | 1982 | 1990 | 1999 |
| ------------------------------------------ | ---- | ---- | ---- | ---- | ---- |
| 320                                        | 328  | 366  | 333  | 298  | 308  |
| Des de 1962: població sense dobles comptes |      |      |      |      |      |

## Administració
| Període   | Identitat                 | Partit |
| --------- | ------------------------- | ------ |
| 1929-1947 | Alain du Boisbaudry, pare |        |
| 1947-1959 | Joseph Robert             |        |
| 1959-1989 | Alain du Boisbaudry       |        |
| 1989-1999 | Marie-Paule Benoit        |        |
| 1999-     | Jean-Noël Jossé           |        |